# 杉崎夏希
杉崎 夏希（すぎさき なつき、1986年7月4日 - ）は、日本の元AV女優。趣味は音楽鑑賞。

## 略歴
東京都出身。2007年2月に「FIRST IMPRESSION 20」でアイデアポケットからAVデビュー。2008年3月に「FINAL」で引退、引退作品では黒人、パイパン、ぶっかけ、生中出しなどを解禁した。

## 出演作品

### アダルトビデオ
2007年
- FIRST IMPRESSION 20（2007年2月1日［DVD］/2007年4月1日［VHS］、アイデアポケット） - デビュー作
- MAX MOSAIC VOL.11（2007年3月1日、アイデアポケット）
- 6 SEX（2007年4月1日、アイデアポケット）
- SEX HIGH SCHOOL（2007年5月1日、アイデアポケット）
- DIGITAL CHANNEL DC38（2007年6月1日、アイデアポケット）
- 新任女教師 夏希先生（2007年7月1日、アイデアポケット）
- 新米ナースはぶっといのがお好き（2007年8月1日、アイデアポケット）
- 7 COSTUME PLAY（2007年9月1日、アイデアポケット）
- アイドル保母さん（2007年10月1日、アイデアポケット）
- めざましFUCK（2007年11月1日、アイデアポケット）
- はるなつコレクション（2007年12月1日、アイデアポケット） - 共演:さとうはるな
- しみけんのプライベート7FUCK（2007年12月1日、アイデアポケット）

2008年
- 杉崎夏希スペシャル（2008年1月1日、アイデアポケット）
- イキまくり失禁FUCK（2008年2月1日、アイデアポケット）
- BEST HIT！ HIGH SCHOOL！（2008年2月1日、アイデアポケット）
- FINAL（2008年3月1日、アイデアポケット）- 引退作